# Guy Benson
Guy Pelham Benson, född 7 mars 1985 i Saudiarabien, är en amerikansk journalist och programledare. Han är politisk redaktör på Townhall samt programledare för Guy Benson Show på Fox News Radio.

## Bakgrund
Guy Benson föddes i Saudiarabien och spenderande mycket av sin uppväxt utomlands. Hans familj flyttade så småningom till New Jersey där han gick i högstadiet och gymnasiet. 2007 avlade Benson filosofie kandidatexamen med toppbetyg från Northwestern University’s Medill School of Journalism i Chicago i Illinois. Under 00-talet praktiserade han vid Fox News samt Vita huset under president George W. Bushs andra mandatperiod.

## Karriär

### Townhall
2010 blev Benson politisk redaktör på den konservativa tidningen Townhall. Där skriver han flera krönikor i veckan om amerikansk in- och utrikespolitik.

### Fox News
Benson blev medarbetare vid Fox News 2013. Han är för närvarande programledare för Guy Benson Show på Fox News Radio som sänds varje vardag klockan 21 till midnatt, svensk tid. I programmet avhandlar Benson aktuella nyheter i främst USA och intervjuar politiker samt gästas av andra Fox News-profiler. Bland gästerna som medverkat finns Floridas guvernör Ron DeSantis, justitieministern William Barr, senatorn Mitch McConnell samt utrikesministern Mike Pompeo. Benson har skämtsamt beskrivit programmet som en ”inkörsportdrog” till Ben Shapiro och högertänkande.
Benson medverkar även sporadiskt i andra Fox News-program som både gäst och programledare i exempelvis Outnumbered och Gutfeld! med Greg Gutfeld. 2019 ledde han Fox News Radios sändning av president Donald Trumps tal om tillståndet i nationen.

### Övrigt
Benson har tillsammans med Mary Katrine Ham skrivit boken End of Discussion. Han var vårterminen 2021 fellow vid Georgetown University i Washington, D.C..

## Åsikter
Benson beskriver sig själv som konservativ som förespråkar fria marknader, låga skatter, stark militär och begränsad statsmakt. Han är emot offentligt finansierad sjukvård och det så kallade Obamacare. Benson identifierar sig som pro-life, det vill säga är emot abort, men har motsatt sig en lag i Alabama som skulle förbjuda abort—inklusive vid våldtäkt och incest—från befruktningen och medföra upp till 99 år i fängelse.

## Privat
Benson är kristen och medlem i Republikanska partiet. I sin bok skriven tillsammans med Mary Karhatrine Ham kom Benson ut som homosexuell i en fotnot. 7 september 2019 gifte han sig med sin pojkvän sen fyra år tillbaka, Adam Wise, i Napa Valley, Kalifornien. De bor tillsammans i Washington, D.C..

## Priser
- Lee Atwater Outstanding Young Conservative Award från College Republican National Committee, 2017.[3]